# Verde mar
Verde mar é uma tonalidade de verde que lembra o relevo oceânico como visto da superfície.
A cor verde mar brilhante (do inglês lightseagreen) é definida pelo código de cor tripleto hexadecimal #20B2AA.
O corante verde rápido (do inglês fast green) permite obter colorações em produtos diversos (incluindo cosméticos, medicamentos e produtos de higiene pessoal) com a cor definida como verde mar.